# Jan Veentjer
Jan Veentjer (Rotterdam, 13 februari 1938 – Den Haag, 2 april 2020) was een Nederlands hockeyer.

## Biografie
Veentjer speelde in de jaren 60 31 interlands voor de Nederlandse hockeyploeg. De doelman maakte deel uit van de selecties die deelnamen aan de Olympische Spelen van 1964 (zevende plaats). In de Nederlandse competitie stond Veentjer in het doel bij de Haagsche Delftsche Mixed (HDM).
Hij overleed in 2020 op 82-jarige leeftijd aan de gevolgen van een besmetting met COVID-19.
Joost Boks · 
Charles Coster van Voorhout · 
John Elffers · 
Frans Fiolet · 
Jan Piet Fokker · 
Jan van Gooswilligen · 
Francis van 't Hooft · 
Arie de Keyzer · 
Leendert Krol · 
Jaap Leemhuis · 
Chris Mijnarends · 
Erik van Rossem · 
Nico Spits · 
Theo Terlingen · 
Jan Veentjer · 
Jaap Voigt · 
Theo van Vroonhoven · 
Frank Zweerts ·
Coach: Piet Bromberg